# Aspidium guadalupense
Aspidium guadalupense là một loài thực vật có mạch trong họ Dryopteridaceae. Loài này được (Fée) J. Bommer & H. Christ miêu tả khoa học đầu tiên năm 1896.